# دانشگاه حمص

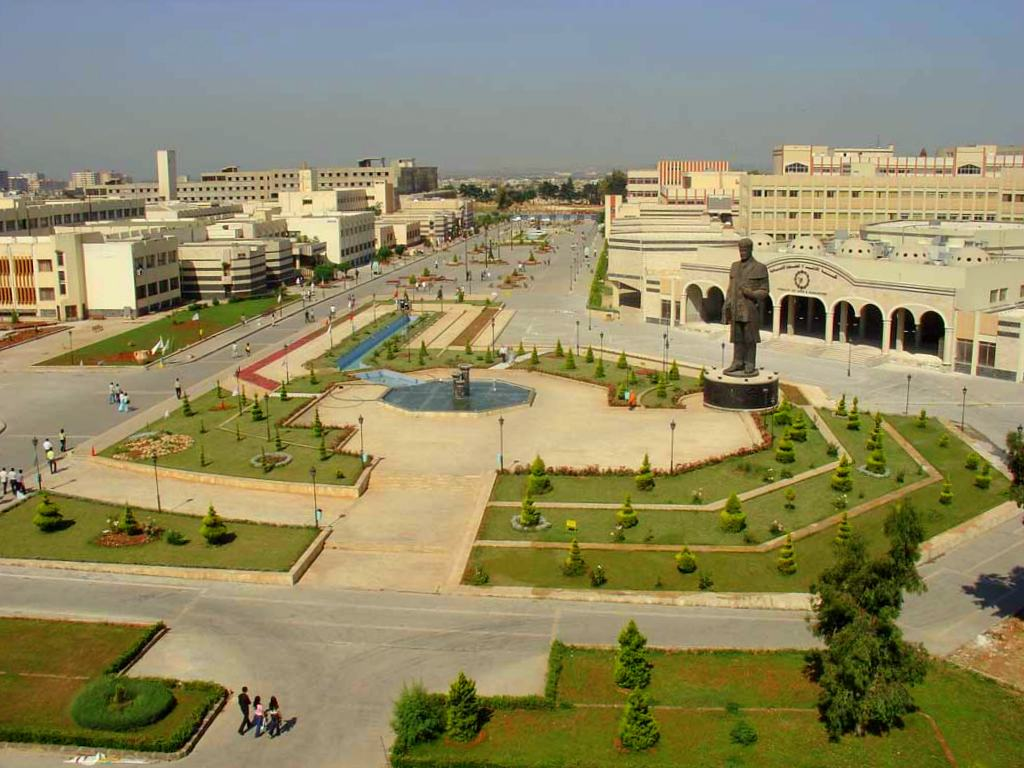
دانشگاه حمص

دانشگاه حمص (به عربی: جامعة حمص) یک دانشگاه در سوریه است که در حمص واقع شده‌است.